# Linus Pauling
Linus Carl Pauling (n. 28 februarie 1901, Portland, Oregon, SUA – d. 18 august 1994, Big Sur⁠(d), California, SUA) a fost un chimist american, profesor de chimie la Institutul de Tehnologie din Pasadena (California). S-a remarcat prin ideile sale originale asupra naturii legăturilor chimice, structurii moleculelor și aplicării mecanicii cuantice în chimie. Linus Pauling este laureat al Premiului Nobel pentru chimie (1954) și al Premiului Nobel pentru pace (1962).

## Biografie
Linus Carl Pauling s-a născut la data de 28 februarie 1901, în familia farmacistului Herman Henry William Pauling și a soției sale, Lucy Isabelle Darling. El a absolvit școala elementară și liceul în Condon și în Portland, Oregon. În 1917 a intrat la Oregon State College. A absolvit Oregon State College în 1922 devenind inginer chimist. Pauling s-a căsătorit cu Ava Helen Miller în 1923 și au avut patru copii. În anii 1919 - 1920 Pauling a fost preocupat de analiza cantitativă, colaborând cu California Institute of Technology, unde a fost doctorand între 1922 și 1925, luându-și doctoratul (summa cum laude) în chimie, cu mici aplicații în fizica și matematică. Doi ani mai târziu, a acceptat postul de asistent universitar la Caltech, la catedra de chimie teoretică. În 1932, Pauling a publicat teoria sa detaliată privind teoria hibridizării orbitalilor și analizele privind tetravalența carbonului. După un an, a introdus conceptul de electronegativitate și scala Pauling privind electronegativitatea, putându-se pronunța asupra naturii legăturilor chimice. Pauling și-a continuat munca, publicând articole despre structura nucleului atomului. În 1954, Pauling a primit Premiului Nobel pentru chimie. Alături de biochimiști, Pauling a condus cercetarea cu raze-X modelând astfel structura proteinelor. Aceste descoperiri i-au ajutat pe savanții britanici să descopere structura în dublu - helix a moleculei de ADN. 

### Alte distincții
Pauling este de asemenea laureat la Premiului Nobel pentru pace (1962). A fost membru de onoare al Academiei din R.S. România.
Pauling a fost un profesor și un autor remarcabil. Prima sa carte, The Nature of the Chemical Bond (1939) (Natura Legăturilor Chimice), care a influențat notabil chimia din secolul XX. A publicat apoi primul său tratat de specialitate, General Chemistry  în 4 ediții (1945, 1947, 1953, 1970) (Chimie Generală)  - apărut și în limba română 1972. A scris numeroase articole privind consumul de vitamina C și al altor nutrimente. Și-a generalizat ideile definind Medicina Ortomolecular. 
A scris peste 1.000 articole pentru studenți și publicul larg privind științele, viața și sănătatea. Linus Pauling este considerat părintele biologiei moleculare.

## Premii și distincții
Pauling a primit numeroase premii și distincții pe parcursul carierei sale. Principalele premii sunt:
- 1931 Langmuir Prize, American Chemical Society
- 1941 Nichols Medal, New York Section, American Chemical Society
- 1947 Davy Medal, Royal Society
- 1948 United States Presidential Medal for Merit
- 1952 Pasteur Medal, Biochemical Society of France
- 1954 Nobel Prize in Chemistry
- 1955 Addis Medal, National Nephrosis Foundation
- 1955 Phillips Memorial Award, American College of Physicians
- 1956 Avogadro Medal, Italian Academy of b,la
- 1957 Paul Sabatier Medal
- 1957 Pierre Fermat Medal in Mathematics
- 1957 International Grotius Medal
- 1961 Humanist of the Year, American Humanist Association
- 1962 Premiul Nobel pentru Pace
- 1965 Republic of Italy
- 1965 Medal, Academy of the Rumanian People's Republic
- 1966 Linus Pauling Medal
- 1966 Silver Medal, Institute of France
- 1966 Supreme Peace Sponsor, World Fellowship of Religion
- 1968 Premiul Lenin pentru Pace
- 1972 United States National Medal of Science
- 1977 Lomonosov Gold Medal, USSR Academy of Science
- 1979 Medal for Chemical Sciences, National Academy of Science
- 1984 Priestley Medal, American Chemical Society
- 1984 Award for Chemistry, Arthur M. Sackler Foundation
- 1987 Award in Chemical Education, American Chemical Society
- 1989 Vannevar Bush Award, National Science Board
- 1990 Richard C. Tolman Medal, Southern California, Section, American Chemical Society
- 2008 "American Scientists" US stamp series, $0.41, for his sickle cell disease work

## Publicații
- Pauling, L. The Nature of the Chemical Bond. Cornell University Press ISBN 0-8014-0333-2
  - Manuscript notes and typescripts (clear images) Arhivat în 14 februarie 2008, la Wayback Machine.
- Pauling, L., and Wilson, E. B. Introduction to Quantum Mechanics with Applications to Chemistry (Dover Publications) ISBN 0-486-64871-0
- Pauling, L. Vitamin C, the Common Cold and the Flu (W.H. Freeman and Company) ISBN 0-7167-0360-2
- Cameron E. and Pauling, L. Cancer and Vitamin C: A Discussion of the Nature, Causes, Prevention, and Treatment of Cancer With Special Reference to the Value of Vitamin C (Camino Books) ISBN 0-940159-21-X
- Pauling, L. How to Live Longer and Feel Better (Avon Books) ISBN 0-380-70289-4
- Pauling, L. Linus Pauling On Peace - A Scientist Speaks Out on Humanism and World Survival (Rising Star Press) ISBN 0-933670-03-6
- Pauling, L. General Chemistry (Dover Publications) ISBN 0-486-65622-5, traducere în limba română Chimie generală (Editura Științifică 1972)
- A Lifelong Quest for Peace with Daisaku Ikeda
- Pauling, L. The Architecture of Molecules
- Pauling, L. No More War!

## Critici
Linus Pauling a fost un apologet al vitaminei C, pentru care recomanda doze zilnice exagerate de 10 g pe zi.

## Descoperitorii Dublului Helix
William Astbury,
Oswald Avery,
Francis Crick,
Erwin Chargaff,
Max Delbrück,
Jerry Donohue,
Rosalind Franklin,
Raymond Gosling,
Phoebus Levene,
Linus Pauling,
Sir John Randall,
Erwin Schrödinger,
Alec Stokes,
James Watson,
Maurice Wilkins,
Herbert Wilson.